# Shakti - Astitva Ke Ehsaas Ki
Shakti - Astitva Ke Ehsaas Ki (em hindi:  शक्ति - अस्तित्व के एहसास की) é uma série de televisão indiana produzida pela Rashmi Sharma Telefilms Limited e exibida pela Colors TV desde 30 de maio de 2016, estrelada por Rubina Dilaik e Vivian Dsena.

## Enredo
A história é sobre duas irmãs chamadas Soumya e Surbhi. Soumya não gosta de seu pai Maninder (Ayub Khan) e sua avó Nalini (Mamta Luthra), mas é adorada por sua mãe Nimmi (Reena Kapoor). Surbhi recebe toda a atenção de Maninder. Soumya é uma garota calma e quieta, mas Surbhi é uma garota divertida e loquaz.

## Elenco

### Elenco principal
- Rubina Dilaik como Soumya Singh
- Vivian Dsena como Harman Singh
- Sahil Uppa como Vedant Bansal
- Desconhecido como Soham Singh
- Kamya Panjabi como Preeto Singh

### Elenco de apoio
- Sudesh Berry como Harak Singh (2016–presente)
- Bhuvan Chopra como Veeran Singh (2016–presente)
- Aarya Rawal como Shanno Singh (2016–presente)
- Nidhi Bhavsar como Sindhu Singh (2019-presente)
- Hitanshu Jinsi como Ankush Singh (2019-presente)
- Garima Jain/Pooja Singh como Raavi Singh (2016–2018) / (2018–presente)
- Ekta Singh como Saaya/Malika (2016–presente)
- Desconhecida como Chameli (2018-presente)
- Reena Kapoor como Nimmi Kaur Singh (2016)
- Ayub Khan como Maninder Singh (2016–2019)
- Mamta Luthra como Nalini (2016–2019)
- Roshni Sahota/Iti Kaurav como Surbhi Singh (2016–2018) / (2018–2019)
- Lakshya Handa como Varun Singhm (2016–2019)
- Tanvi Kishore como Sweety Singh (2019)
- Nikita Sharm como Archana (2019)
- Rushad Rana como Navjot Chaddha (2019)
- Ronit Roy como Rajat Singh (2019)
- Roopal Tyagi como Manasvi (2019)
- Jaswant Menaria como Sukhwinder "Sukha" Singh (2019)
- Shivani Gosain como Sunaina Kumari (2019)
- Rohit Chandel como Gurmeet "Garry" Singh (2019)
- Abigail Jain como Riya (2019)
- Rohit Roy como Nishant Bhalla (2019)
- Mouli Ganguly como Shruti Bhalla (2019)
- Sahil Mehta como Sameer Singh (2018)
- Tiya Gandwani como Lavneet Kaushal(2018)
- Alka Mogha como mãe de Sameer (2018)
- Krutika Desai Khan como Nani (2018)
- Sonal Handa como Jeet Singh: Jasleen's brother (2018)
- Hemant Choudhary como Motilal Singh (2018)
- Tasheen Shah como Surbhi Singh (jovem, 2016)
- Dheeraj Gumbar como Sumit (2018)
- Kajol Saroj como Kareena (2016–present)
- Kishori Shahane como Guru Maa (2016, 2017)
- Mahek Thaakur como Sindhu Singh (jovem, 2016–17)
- Shiwani Chakraborty como Mahi(2016)
- Sara Khan como Mohini (2017–18, 2018)
- Anand Goradia como Maharani (2017–18)
- Emir Shah como Monty (2017, 2018)
- Amrita Prakash como Jasleen Kaur Singh (2018)
- Mahi Sharma como Kalsi (2016–17)